# Jesús Méndez (calciatore)
Jesús José David Méndez (San Rafael, 1º agosto 1984) è un ex calciatore argentino, di ruolo centrocampista.

## Carriera

### Club
Debutta in Primera División con il River Plate nel 2004. Dopo due stagioni, viene ceduto all'Olimpo e successivamente al San Gallo.
Nel febbraio 2008 viene acquistato a titolo definitivo dal Rosario Central per 1.200.000 dollari. Il 28 gennaio 2010 si trasferisce al Boca Juniors. Ritorna al Rosario Central il 4 febbraio 2011, ma solo con la formula del prestito.

### Nazionale
È stato convocato una volta in Nazionale per l'amichevole contro il Ghana, debuttando nel secondo tempo.